# Serafim Urechean

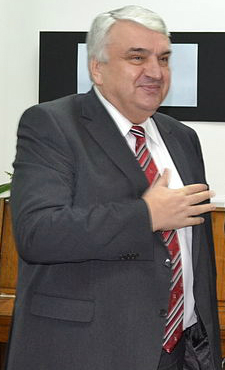
Serafim Urechean

Serafim Urechean (auch Urecheanu; * 2. Februar 1950 in Larga, Rajon Briceni) ist ein moldauischer Politiker und ehemaliger Bürgermeister der Stadt Chișinău.
Serafim Urechean hat zwei Kinder und zwei Enkelkinder. Er ist Mitglied des Congress of Local and Regional Authorities of the Council of Europe (CLRAE).
Urechean übernahm am 9. August 1994 als Nachfolger von Nicolae Costin das Amt des Bürgermeisters der Stadt Chișinău. Nach seinem Amtsantritt wurde durch sein Engagement der Kirchturm der Catedrala Nașterea Domnului wieder errichtet und die Kirche in ihrem ursprünglichen Aussehen wiederhergestellt. Im Nahverkehr eröffnete er neue Trolleybus-Linien und erhöhte die Kapazitäten bereits bestehender, wichtiger Linien, um die Stadtbezirke besser miteinander zu verbinden.
Im Februar 1999 war er wenige Tage Regierungschef der Republik Moldau. 2005 trat er bei den moldauischen  Parlamentswahlen in als Präsidentschaftskandidat der Wahlallianz Blocul electoral “Moldova Democrată” an.
Am 18. April 2005, im Vorfeld der Bürgermeisterwahlen vom 10. Juli 2005 in Chișinău, gab Serafim Urechean seinen Rücktritt als Bürgermeister bekannt. Seine Amtszeit endete am 20. April mit der formellen Amtsübergabe an seinen Nachfolger, den früheren Vize-Bürgermeister, Vasile Ursu. Nach seiner Zeit als Bürgermeister wurde er am 27. Juni 2005 Kopf der Parlamentsfraktion seiner Partei Alianța “Moldova Noastră” (AMN).
Bei den Parlamentswahlen im April 2009 trat er erneut als Spitzenkandidat der AMN, dessen Vorsitzender er ist, an. Er beteiligte sich auch persönlich an den Kundgebungen gegen die kommunistische Regierung, der Wahlbetrug vorgeworfen wurde.